# Фикција о насцитурусу
Nasciturus (infans conceptus) pro iam nato habetur quotiens de commodis eius agitur што значи: „зачето дете сматра се већ рођеним ако је то у његовом најбољем интересу“, јесте најпознатија фикција која постоји у праву, a развили су је Римљани како би ускладили своје Наследно право са начелом правичности.
Добро је позната чињеница да оставиоца може наследити само онај ко га је (макар и за секунду) надживео. Сврха наслеђивања је у томе да пренесе материјално богатство са умирућег на његове наследнике. Међутим, овакво решење, иако савршено логично, може да доведе до врло неправедних резултата, јер ако може наслеђивати само онај ко је жив у тренутку смрти оставиоца, следи да га не може наследити онај ко у то време још увек није рођен.
Римски правници су приметили да постоји огроман број случајева да војник, крећући у нови поход, за собом оставља већ рођену децу и трудну жену — и погине пре него што се то дете роди. У то време, једини начин да се неко сматра потпуно збринутим јесте тај да наследи неку имовину, пошто су шансе да сам створи неко опипљивије богатство биле врло мале. Онемогућити зачето дете (насцитуруса) да наследи свог оца значило би да је оно унапред осућено на живот у сиромаштву и врло нехуманим условима. Из тог разлога су правници и смислили ову фикцију.
Дакле, зачето дете сматра се рођеним у моменту смрти свог оца, уколико је то у његовом најбољем интересу. Једини услов који оно мора да испуни је тај да се роди живо (па макар после тога живело најкраћи период), зато што у том тренутку стиче правни субјективитет, а самим тим и могућност да испуњава своја права. Мртворођено дете није правни субјект, те стога не може ни наслеђивати. Нека старија права захтевала су и да дете буде здраво — без физичких деформитета (да није монструм) — и очуваног психичког здравља.
Иако насцитурус свој субјективитет стиче у моменту рођења, овом фикцијом му се признаје одређени субјективитет у моменту смрти његовог оца. Овај крњи субјективитет је једино везан за наследноправни захтев који то дете има и не проширује се даље од тог захтева. То значи да, у случају побачаја, мајци неће бити суђено за убиство, пошто дете још увек не постоји као физичко лице, већ само као фикција.
Посебан законски заступник, који се брине о правима зачете деце којима је умро отац, још од римског доба назива се curator ventris — "старатељ трбуха".